# Temple de la renommée du hockey allemand
Pour les articles homonymes, voir Temple de la renommée.

Logo du Temple de la renommée du hockey allemand

Le Temple de la renommée du hockey sur glace allemand – en  allemand Eishockeymuseum – a été fondé en 1988 à Augsbourg, afin d'honorer l'histoire et les plus grands joueurs et entraîneurs de l'histoire du hockey sur glace allemand.

## Membres du temple de la renommée

### Officiels
Dr Hans Dobida, Ferdinand Bauer, Horst Eckert, Norbert Ewald, Hermann Giebelen, Hans Glöggler, Günther Herold, Heinz Henschel, Hermann Kleeberg, Herbert Kunze, Bruno Leinweber, Prof. Carl v. Linde, Helmut Meyer, Fritz Medicus, Roman Neumayer, Willi Penz, Helmut Perkuhn, Dr Günther Sabetzki, Hans Unger, Franz Widmann, Dr Bertfried Bräuninger

### Arbitres
Helmut Böhm, Franz Bader, Martin Erhard, Rene Keller, Rudolf Kochendörffer, Gerhard Lichtnecker, Anton Neumaier, Josef Rommerskirchen, Richard Wagner, Georg Zeller, Josef Kompalla, Bernd Schnieder.

### Entraîneurs
Jozef Golonka, Erich Römer, Bobby Bell, Bobby Hoffinger, Frank Trottier, Xaver Unsinn, Mike Daski, Gerhard Kießling, Hardy Nilsson, Hans Zach, Ladislav Olejnik

### Joueurs
- Paul Ambros, Klaus Auhuber

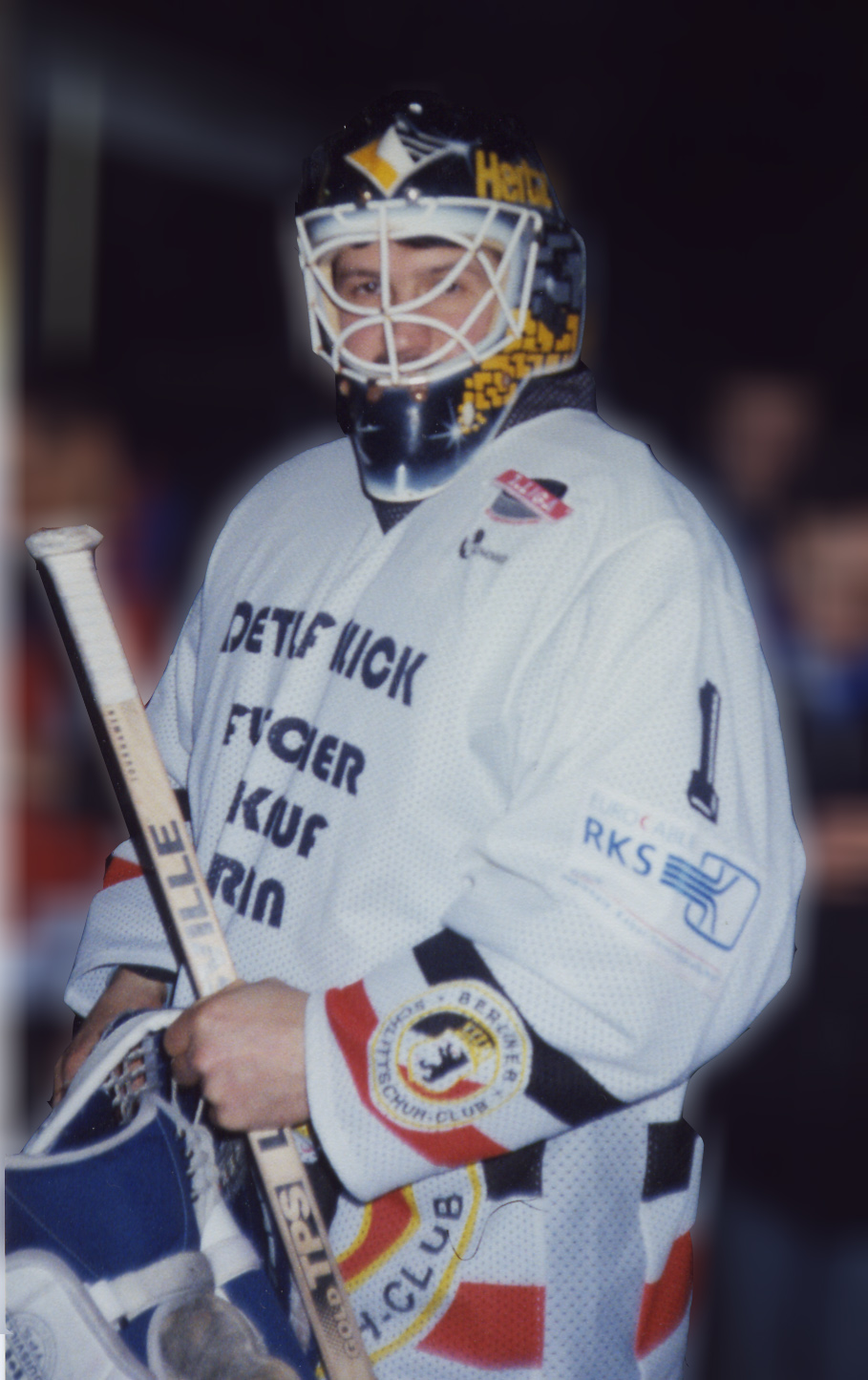
René Bielke

- Rudi Ball, Martin Beck, Ignaz Berndaner, Joachim von Bethmann-Hollweg, Rolf Bielas, René Bielke, Anton Biersack, Karl Bierschel, Willi Bliesener, Friedhelm Bögelsack, Wolfgang Boos, Otto Brandenburg, Frank Braun, Eduard Braun, Manfred Buder

- Franz Csöngej

- Mike Daski, Friedrich Demmer, Helmut de Raaf, Hans Dobida, Peter Draisaitl, Günther Dreyer

- Horst Eckert, Markus Egen, Wilhelm Egginger, Karl Enzler, Martin Erhard

- Walter Feistritzer, Christina Fellner, Reinhardt Fengler, Joachim Franke, Georg Franz, Dieter Frenzel, Hans Frenzel, Karl Friesen, Lothar Fuchs, Lorenz Funk

- Werner George, Erich Goldmann, Jozef Golonka, Thomas Graul, Axel Gruber, Georg Guggemos, Bruno Guttowski

- Rudolf Haffner, Gustav Hanig, Dieter Hegen, Alfred Heinrich, Joseph Heiß, Erich Herker, Uli Hiemer, Michaela Hildebrandt, Raimund Hilger, Bernd Hiller, Martin Hinterstocker, Klaus Hirche, Alfred Hoffmann, Ernst Höfner, Georg Holzmann, Matthias Hoppe

- Axel Kammerer, Bernd Karrenbauer, Theo Kaufmann, Anton Kehle, Günther Kelch II, Roman Kessler, Gerhard Kiessling, Udo Kiessling, Walter Köberle, Karl Kögel, Peter Kolbe, Erich Konecki, Ernst Köpf, Werner Korff, Dieter Kratzsch, Harold Kreis, Franz Kreisel, Walter Kremershof, Horst-Peter Kretschmer, Uwe Krupp, Marcus Kuhl, Bernd Kuhn, Ludwig Kuhn, Erich Kühnhackl, Harald Kuhnke, Günter Kummetz

- Hans Lang, Franz Lange, Peter Lee, Walter Leinweber, Matthias Leis, Joachim Lempio

- Dieter Medicus, Holger Meitinger, Klaus Merk, Stefan Metz, Duanne Moeser, Gerhard Müller, Robert Müller, Robert Müller (vice-champion d'Europe 1910)

- Hartmut Nickel, Andreas Niederberger, Dieter Niess, Oskar Novak, Erich Novy, Helmut Novy

- Johannes Ollus, Horst Orbanowski, Tom O'Regan

- Rainer Patschinski, Dietmar Peters, Roland Peters, Rainer Philipp, Wolfgang Plotka, Bernd Poindl, Fritz Poitsch, Frank Proske, Peter Prusa

- Detlef Radant, E.Rau, F.Rau (München 1922), Sepp Reif, Franz Reindl, Erich Römer, Hans Rampf, Jürgen Rumrich, Michael Rumrich, Tom O'Regan

- Walter Sachs, Peter Scharf, Alois Schloder, Hans Schmid, Walter Schmidinger, Otto Schneitberger, Martin Schröttle, Siegfried Schubert, Hans Schütte, Kurt Sepp, Dieter Simon, Peter Slapke, Marquard Slevogt, Joachim Stasche, Helmut Steiger, Alfred Steinke, Georg Strobl

- Rudolf Thanner, Rudolf Tobien, Paul Träger, Ernst Trautwein, Bernd Truntschka, Gerd Truntschka, Dieter Tydika

- Xaver Unsinn

- Maren Valenti, Dieter Voigt, Josef Völk, Ferenc Vozar

- Leonhard Waitl, Erich Weishaupt, Anton Wiedemann, Karl Wild, Manfred Wolf

- Joachim Ziesche